# Kelvin Liddie
Ryan Kelvin Liddie (Basseterre, 15 ottobre 1981) è un calciatore anguillano, di ruolo portiere.

## Carriera

### Nazionale
Debutta in Nazionale il 20 settembre 2006, in Antigua e Barbuda-Anguilla. In quella gara viene espulso al minuto 69.